# Хлепетово
Хлепетово — деревня в Щёлковском районе Московской области России, входит в состав городского поселения Фряново. Население — 88 чел. (2010).

## География
Деревня Хлепетово расположена на северо-востоке Московской области, в северо-восточной части Щёлковского района, у границы с Владимирской областью, примерно в 57 км к северо-востоку от Московской кольцевой автодороги и 43 км к северо-востоку от одноимённой железнодорожной станции города Щёлково, в междуречье Мележи и Грязевки.
В 2,5 км северо-восточнее деревни проходит Московское большое кольцо А108, в 6,5 км к югу — Фряновское шоссе Р110, в 23 км к юго-западу — Московское малое кольцо А107, в 21 км к северо-западу — Ярославское шоссе М8. Ближайшие населённые пункты — деревни Афанасово, Бобры и Глазуны.
Связана автобусным сообщением с рабочим посёлком Фряново.

## Население
| 1833 | 1850 | 1857 | 1859 | 1905 | 1926 | 2002 |
| ---- | ---- | ---- | ---- | ---- | ---- | ---- |
| 76   | ↗92  | ↘88  | ↘86  | ↗114 | ↗129 | ↘62  |
| 2006 | 2010 |      |      |      |      |      |
| ↗65  | ↗88  |      |      |      |      |      |

## История
В деревне Хлепетово Александровского уезда Владимирской губернии в 1857 году насчитывалось 13 дворов, жители деревни, коих по восьмой ревизии 1833 года было 76 (32 мужчины, 44 женщины), а по девятой 1850 года — 92 (45 мужчин, 47 женщин), помимо земледелия, занимались плотничьим ремеслом.
В «Списке населённых мест» 1862 года — казённая деревня 1-го стана Александровского уезда Владимирской губернии между Троицким торговым и Александровско-Киржачским почтовым трактами, в 28 верстах от уездного города и 28 верстах от становой квартиры, при речке Мележе, с 14 дворами и 86 жителями (37 мужчин, 49 женщин).
По данным на 1905 год — деревня Ботовской волости Александровского уезда с 18 дворами и 114 жителями.
По материалам Всесоюзной переписи населения 1926 года — деревня Глазуновского сельсовета Аксёновской волости Богородского уезда Московской губернии в 9 км от Фряновского шоссе и 24 км от станции Сергиево Северной железной дороги, проживало 129 жителей (68 мужчин, 61 женщина), насчитывалось 28 крестьянских хозяйств.
С 1929 года — населённый пункт Московской области в составе:
- Глазуновского сельсовета Щёлковского района (1929—1954)[14],
- Рязанцевского сельсовета Щёлковского района (1954—1959, 1960—1963, 1965—1994)[15][16][17],
- Рязанцевского сельсовета Балашихинского района (1959—1960)[15][18],
- Рязанцевского сельсовета Мытищинского укрупнённого сельского района (1963—1965)[19],
- Рязанцевского сельского округа Щёлковского района (1994—2006)[17],
- городского поселения Фряново Щёлковского муниципального района (2006 — н. в.)[20][21].

До XX века в деревне существовала деревянная часовня, приписанная к церкви в Малом Алексине.